# Moshe Czerniak
Moshe Czerniak, in deutschen Texten auch Mosche Czerniak geschrieben (hebräisch משה צ'רניאק; * 3. Februar 1910 in Warschau; † 31. August 1984 in Tel Aviv), war ein israelischer Schachmeister polnischer Herkunft.

## Leben
Czerniak emigrierte 1934 nach Palästina, wo er 1936 und 1938 Landesmeister im Schach wurde. Er vertrat das palästinensische Völkerbunds-Mandatsgebiet auf den Schacholympiaden 1935 in Warschau und 1939 in Buenos Aires, als während des Turniers der Zweite Weltkrieg ausbrach. Czerniak blieb daraufhin bis 1950 in Argentinien, wo er an zahlreichen internationalen Turnieren teilnahm. Zu seinen bedeutendsten Erfolgen aus dieser Zeit zählen: 1. Platz in Quilmes 1941, 2. Platz in Buenos Aires 1941, Zweiter in Rosario 1943, Sieger in Buenos Aires 1944 und 1948. 1950 zog er in den neu gegründeten Staat Israel, dessen Spitzenspieler er für viele Jahre wurde. 1955 gewann er die Meisterschaft Israels, 1952, 1954, 1956, 1958, 1960, 1962, 1966, 1968 und 1974 vertrat er Israel auf Schacholympiaden. 1952 verlieh ihm die FIDE den Titel Internationaler Meister. 1951 siegte Czerniak in Wien und Reggio nell’Emilia. 1958 in Beverwijk und 1963 in Polanica Zdrój (beim Rubinstein-Memorial hinter Nikola Padewski) wurde er jeweils Zweiter.

## Werk
Czerniak verfasste mehrere Schachbücher: fünf auf Spanisch, zwei auf Englisch und zwei auf Hebräisch. Zu seinen bekanntesten zählen La defensa francesa („Die Französische Verteidigung“), Buenos Aires 1943, und Partidas selectas de Botvinnik („Ausgewählte Partien von Botwinnik“), Buenos Aires 1946. Czerniak redigierte verschiedene argentinische Schachzeitungen, zuletzt 1956 bis 1959 das israelische Schachmagazin 64 Squares. Über 30 Jahre redigierte er die Schachspalte der israelischen Tageszeitung Haaretz. Er starb 1984 in Tel Aviv.